# Silvio Micali
Silvio Micali (* 13. října 1954, Palermo) je italský matematik specializující se na oblast kryptografie a jejího využití ve výpočetní technice. Roku 2012 získal Turingovu cenu, nejprestižnější ocenění v oboru informatiky a počítačové vědy. Cenu získal za “práce v oblasti teorie složitosti, která položila teoretické základy moderní kryptografii a zavedení nových efektivních metod ověřování matematických důkazů v této oblasti”. Cenu získal se svou spolupracovnicí z MIT, izraelsko-americkou vědkyní Shafi Goldwasserovou. Vystudoval matematiku na Římské univerzitě, absolvoval roku 1978. Doktorát získal roku 1983 na Kalifornské univerzitě v Berkeley. V letech 1982-1983 pracoval na Torontské univerzitě, od roku 1983 působí na Massachusettském technologickém institutu, kde se roku 1991 stal profesorem.